# Wienscher Einwand
Unter dem Begriff Wienscher Einwand wurde die Kritik von Max Wien (1905) an der Helmholtzschen Resonanztheorie des Hörens in der Literatur bekannt.
Die Helmholtzsche Resonanztheorie des Hörens ging davon aus, dass „Fasern“ der von der Basis der Hörschnecke bis zur Spitze immer breiter werdenden Basilarmembran wie die Saiten eines Konzertflügels in Resonanz auf verschiedene Tonhöhen abgestimmt seien. Hohe Töne brächten die Saiten an der Schneckenbasis zum Mitschwingen, tiefe Töne jene an der Schneckenspitze. Grundlage der Resonanztheorie des Physikers Helmholtz lieferte Alfonso Corti, ein italienischer Anatom und Histologe.
Im Wienschen Einwand wird nun darauf hingewiesen, dass für ein solches System zwei zu beobachtende Fähigkeiten des Innenohres in Widerspruch stehen. Die eine ist die hohe Frequenzunterschiedsempfindlichkeit des menschlichen Ohres von bis zu 1,5 Hz, was nach der Resonanztheorie eine sehr niedrige Dämpfung des schwingenden Systems voraussetzt, um die Unterscheidung zweier örtlich benachbarter Auslenkungsmaxima der Basilarmembran zu ermöglichen. Die andere Beobachtung ist die relativ hohe Trillerfrequenz des Ohres. Darunter wird verstanden, dass Änderungen der Amplitude eines Dauertons bis zu etwa 18 mal pro Sekunde noch wahrgenommen werden können. Diese Eigenschaft des Hörorgans ist andererseits nur dann verständlich, wenn die Dämpfung des Systems hoch und damit die Ein- und Ausschwingzeiten kurz sind.
Wien wies darauf hin, dass bei einem akustischen System eine geringe Dämpfung (zur Erklärung der hohen Unterschiedsempfindlichkeit) und eine hohe Dämpfung (zur Erklärung der rasch ablaufenden Einschwing- und Ausklingvorgänge) keinesfalls gleichzeitig vorhanden sein kann. Da diese Aussage letztlich auch für die Wanderwellentheorie von Georg von Békésy zutrifft, hat der Wiensche Einwand im übertragenen Sinn bis heute Gültigkeit, solange die cochleären Verstärkungsvorgänge und Schärfungsmechanismen nicht vollends geklärt sind.